# Басенко, Анна Васильевна
Анна Васильевна Басенко (Зайцева, Лурье) (1 января 1915, Тулун, Иркутская губерния — декабрь 2005, Люберцы, Московская область) — советская легкоатлетка (бег на средние дистанции), чемпионка и призёр чемпионатов СССР, рекордсменка СССР и мира, Заслуженный мастер спорта СССР (1952).

## Биография
Одна из ведущих бегуний на средние дистанции в мире в 1930—1940-х годах. Была первой советской бегуньей, победившей на кроссе газеты «Юманите» на дистанции 2200 метров (7,53 с, 1937 год). Также побеждала на этом кроссе в 1946—1947 годах, а в 1938 году стала серебряным призёром.

## Мировые рекорды
- 1940 год: бег на 1500 м — 4.41,8;
- 1940 год: эстафета 3×800 м — 6.59,6;

## Выступления на чемпионатах СССР
- Чемпионат СССР по лёгкой атлетике 1937 года —  (2000 м);
- Чемпионат СССР по лёгкой атлетике 1940 года —  (800 м);
- Чемпионат СССР по лёгкой атлетике 1946 года —  (1500 м);
- Чемпионат СССР по лёгкой атлетике 1948 года —  (2000 м);